# Albert Ketèlbey

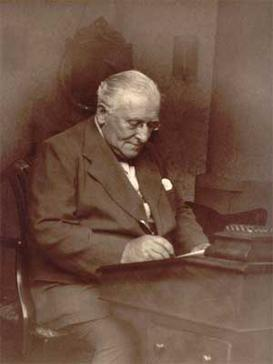
Albert Ketèlbey em seu escritório

Albert William Ketèlbey (/kəˈtɛlbi/, nascido Ketelbey, (9 de agosto de 1875 – 26 de novembro de 1959), foi um compositor, maestro e pianista inglês, mais conhecido por suas obras curtas de música orquestral leve. Ele nasceu em Birmingham e, em 1889, mudou-se para Londres para estudar no Trinity College of Music. Após um brilhante desempenho como estudante, ele não seguiu a carreira clássica prevista para ele, tornando-se diretor musical do Vaudeville Theatre, antes de ganhar fama como compositor de música leve e como regente de suas próprias obras.
Por muitos anos, Ketèlbey trabalhou para uma série de editoras de música, incluindo a Chappell & Co. e a Columbia Graphophone Company, fazendo arranjos para pequenas orquestras, período em que ele aprendeu a escrever música popular e fluida. Ele também encontrou grande sucesso escrevendo música para cinema mudo, até o advento dos filmes com falas no final da década de 1920.
As primeiras obras do compositor, em estilo convencional e clássico, foram bem recebidas, mas foi por suas obras orquestrais leves que ele se tornou mais conhecido. Uma de suas primeiras obras no gênero, In a Monastery Garden (1915), vendeu mais de um milhão de cópias e trouxe-o para a fama geral; suas posteriores representações musicais de cenas exóticas tomaram a imaginação do público e estabeleceram a sua fortuna. Obras como In a Persian Market (1920), In a Chinese Temple Garden (1923) e In the Mystic Land of Egypt (1931) tornaram-se best-sellers de impressões e de gravações; no final da década de 1920, ele tornou-se o primeiro compositor milionário da Grã Bretanha. Suas celebrações de cenas britânicas foram igualmente populares: exemplos incluem Cockney Suite (1924), com cenas da vida em Londres, e sua música cerimonial para eventos da realeza. Suas obras eram frequentemente gravadas, e uma parte substancial de sua produção tem sido publicada em CD recentemente.